# Allanwatsonia confluens
Allanwatsonia confluens är en fjärilsart som beskrevs av Hoffmann 1936. Allanwatsonia confluens ingår i släktet Allanwatsonia och familjen björnspinnare. Inga underarter finns listade i Catalogue of Life.